# تومیسلاو دویموویچ
تومیسلاو دویموویچ (کرواتی: omislav Dujmović; زادهٔ ۲۶ فوریهٔ ۱۹۸۱) بازیکن فوتبال اهل کشور کرواسی است. وی برای تیم ملی کرواسی ۱۹ بازی انجام داده است. پست تخصصی این بازیکن هافبک است.